# 白莲崖水库
白莲崖水库，位于中华人民共和国安徽省六安市霍山县西南部，淠河源流漫水河上，是一座以防洪为主，兼顾灌溉、供水、发电的大型水库。水库工程于2007年建成，集水面积745平方千米。校核洪水位234.5米，相应总库容4.6亿立方米；正常蓄水位208米，相应水域面积7.2平方千米，库容2.01亿立方米；汛期限制水位205米，相应库容1.8亿立方米。调洪库容2.81亿立方米，兴利库容1.42亿立方米。拦河坝为碾压混凝土双曲拱坝，坝顶高程234.6米，最大坝高104.6米，坝顶宽8米，坝顶弧长423米。水库电站装机容量2×2.5万千瓦。水库建成后与磨子潭水库、佛子岭水库联合调度将使淠河灌区设计灌溉面积达到44万公顷，灌溉保证率达到80%，并满足下游城镇特别是合肥市的供水要求。。